# Empis alaarchaensis
Empis alaarchaensis är en tvåvingeart som beskrevs av Chvala 1999. Empis alaarchaensis ingår i släktet Empis och familjen dansflugor. Inga underarter finns listade i Catalogue of Life.